# Rejon żytomierski (1939–2020)

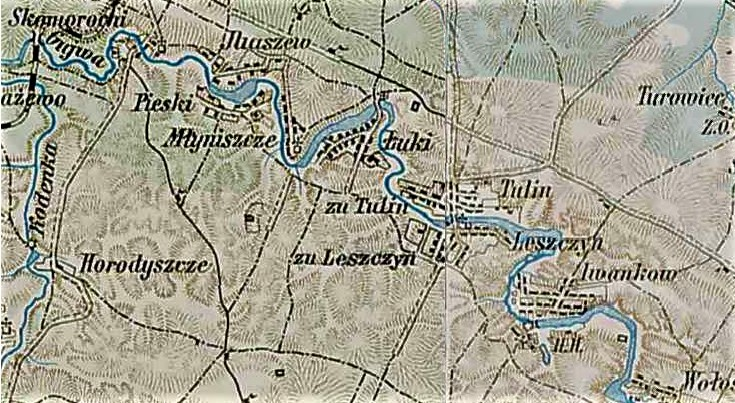
Fragment rejonu na mapie (1910)

Rejon żytomierski (ukr. Житомирський район, Żytomyrśkyj rajon) – jednostka administracyjna wchodząca w skład obwodu żytomierskiego Ukrainy.
Rejon został utworzony w 1928 roku. Jego powierzchnia wynosi 1441 km², a ludność liczy około 72 tysięcy mieszkańców. Siedzibą władz rejonowych jest Żytomierz.
Na terenie rejonu znajduje się 3 rady osiedlowe.

## Demografia
Skład narodowościowy rejonu w 2001 roku według ukraińskiego spisu powszechnego:
- Ukraińcy – 88,7%;
- Rosjanie – 5,3%;
- Polacy – 4,9%;
- Białorusini – 0,4%;
- pozostali – 0,7%[2].

## Miejscowości rejonu
- Barasziwka (Барашівка)
- Березина
- Berezówka (Березівка)
- Bogdanówka (Богданівка)
- Bolarka (Болярка)
- Бондарці
- Buky (Буки)
- Bystra (Бистрі)
- Червоний Степок
- Czeremosznia (Черемошне)
- Dawydiwka Давидівка
- Denesze (Дениші)
- Doroszyk (Довжик)
- Dubowiec (Дубовець)
- Dworec (Двірець)
- Гай
- Hłyboczyci Глибочиця
- Grabówka (Грабівка)
- Hazinka (Гадзинка)
- Hłuboczek (Глибочок)
- Hołowinka (Головенка)
- Horodyszcze (Городище)
- Iwaniwka[3]  (Іванівка)
- Jankowce (Іванківці)
- Kalinówka (Калинівка)
- Kamianka (Кам'янка)
- Katerynówka (Катеринівка)
- Клітчин
- Kodnia (Кодня)
- Korczak (Корчак)
- Кринички
- Krutaja (Крути)
- Leszczyn[4][5] (Ліщин)
- Lewków (Левків)
- Леонівка
- Лісівщина
- Łuka (Лука)
- Миролюбівка
- Michałówka (Михайлівка)
- Młyniszcze (Млинище)
- Мошківка
- Mojsiejówka (Мусіївка)
- Nowa Wasyliwka Нова Василівка
- Нова Вигода
- Nowa Rudnia (Нова Рудня)
- Новоселиця
- Ozerianka Озерянка
- Оліївка
- Павленківка
- Perlowka (Перлявка)
- Piski (Піски)
- Pokostowna (Покостівка)
- Praźewo (Пряжів)
- Priszczówka (Піщанка)
- Роздольне
- Różki (Ружки)
- Rudna (Pудня-Городище)
- Rudnia-Poczta (Рудня-Пошта)
- Руденька
- Рудківка
- Sadki (Садки)
- Світин
- Skomorochy[6][7]  (Скоморохи)
- Słoboda-Selec (Слобода-Селець)
- Сонячне
- Sosnówka (Соснівка)
- Staniszówka (Станишівка)
- Staroszyjka (Старошийка)
- Ставецьке
- Synhury (Сінгури)
- Тарасівка
- Teterówka[8] (Тетерівка)
- Тригір'я
- Trojanów (Троянів)
- Turowiec (Туровець)
- Uljanówka (Улянівка)
- Wasilówka (Василівка)
- Weresy (Вереси)
- Вершина
- Wiertikijówka (Вертокиївка)
- Вишневе
- Wygoda (Вигода)
- Wysoki Piec (Висока Піч)
- Wolica (Волиця)
- Заможне
- Zariczany Зарічани
- Żeleźniaki (Залізня)